# Joachim Schneider & Söhne
Joachim Schneider & Söhne ist ein Handwerksbetrieb für Gitarrenbau, der seit 1894 in Markneukirchen im Vogtlandkreis besteht.

## Geschichte
Zupfinstrumentenbaumeister Joachim Schneider (1939–2019) lernte das Handwerk des Gitarrenbaus bei seinem Großvater Willy Blahowetz und führte das 1894 gegründete Familienunternehmen von 1961 bis zu seinem Tod im Jahr 2019. In seiner Werkstatt bildete er unter anderem auch seine beiden Söhne Steffen und André zu Zupfinstrumentenbaumeistern aus, welche die Firma seit September 2019 gemeinsam weiterführen.
Schneider war über viele Jahre aktiv im Vorstand der Kreishandwerkerschaft Vogtland und bis 2018 Obermeister der Innung des Vogtländischen Musikinstrumentenbaus in Markneukirchen.
Er wurde mit zahlreichen Preisen ausgezeichnet, unter anderem mit einem Preis beim Internationalen Gitarrenbauwettbewerb in Kutna Hora (Tschechische Republik).